# Electrotaquiscopio

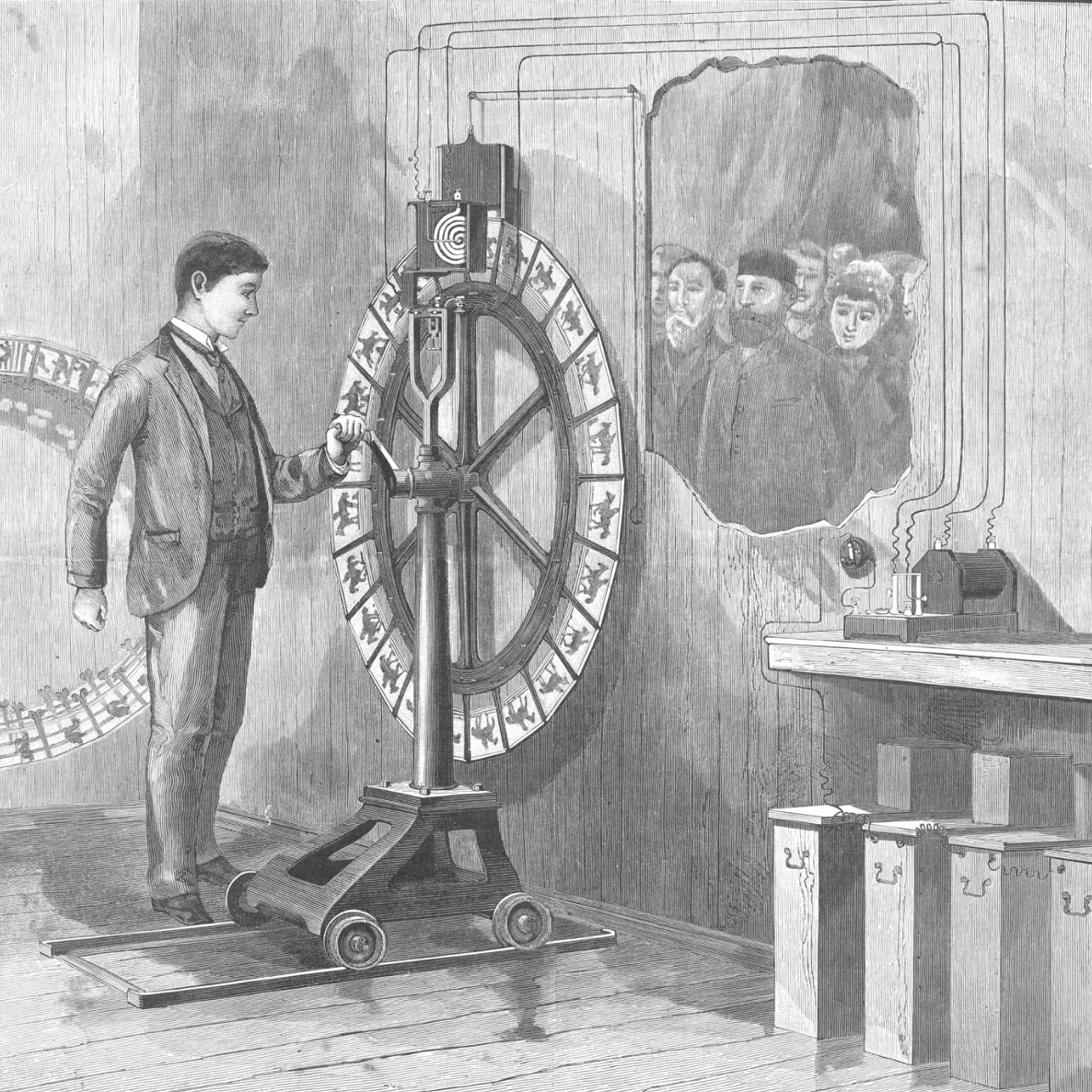
Un electrotaquiscopio. American Scientific, 16 de noviembre de 1889, p. 303

El electrotaquiscopio es un aparato que produce la ilusión de movimiento mediante la combinación de imágenes fijas transparentes situadas en una rueda giratoria que están iluminadas por detrás. Estas fotografías se habrán obtenido de un modo adecuado con la utilización de una serie de cámaras fotográficas por lo que el resultado que percibe el espectador se podría denominar cronofotografía.
Construido en 1887 por Ottomar Anschütz este lo llamó «taquiscopio de Anschütz» y consistía en una rueda giratoria con fotografías hechas en placas de vidrio iluminadas por detrás, mediante un tubo de Geissler, en las que a través de un visor o proyectadas se podían contemplar las imágenes en movimiento, después se asoció con Siemens & Halske para fabricarlos y ponerlos en venta.  Se les dio el nombre de Electrical Schnellseher y en 1891 se presentaron en la «Exposición internacional de electrotecnia de Fráncfort del Meno», al año siguiente estuvo expuesto en una exposición en Berlín y en 1893 en la Exposición Mundial Colombina de Chicago.
Está considerado como uno de los aparatos precursores del cine junto con el zoopraxiscopio de Eadweard J. Muybridge, kinetoscopio de Thomas Edison, la cronofotografía de Étienne Jules Marey o el taumatropo de John Ayrton Paris; pero también se relaciona con el estroboscopio de Simon von Stampfer, el zoótropo de William George Horner, el fenaquistiscopio de Joseph-Antoine Ferdinand Plateau o el Praxinoscopio de Émile Reynaud.

## Funcionamiento
El invento y pre-aparato cinematográfico consistía en una rueda giratoria con fotografías hechas en placas de vidrio iluminadas por detrás, mediante un tubo de Geissler, en las que a través de un visor o proyectadas se podían contemplar las imágenes en movimiento , luego se asoció con Siemens & Halske para fabricarlos y ponerlos en venta.

## Historia
El primer ejemplar fue construido en 1887 por Ottomar Anschütz a Berlín. Su creador lo llamó inicialmente «taquiscopio de Anschütz» .Las primeras proyecciones de imágenes con el aparato se realizaron con las fotografías seriadas que el propio Anschütz había patentado años antes con la intención de capturar el movimnet de varios animales.
Su popularización fue bien recibida por parte de la población alemana. Con la inauguración del primer cine en la capital alemana, 1896, algunos artículos de prensa hablaban del cinematógrafo como un antes del taquiscopio de Anschütz.
Años más tarde los aparatos surgidos de la unión de Anschütz con Siemens & Halske se les dio el nombre de Electrical Schnellseher, en 1891 se presentaron a la «Exposición internacional de electrotecnia de Frankfurt del Meno», al año siguiente estuvo expuesto en una exposición en Berlín y en 1893 en la Exposición Mundial Colombina de Chicago. Su popularidad se extendió por toda Europa, del mismo modo que llegaron otros inventos de la época. En Barcelona entre 1892 y 1894 fueron el centro de atención antes de la llegada de las primeras proyecciones cinematográficas.
Es considerado como uno de los aparatos precursores del cine junto con el Zoopraxiscopio de Eadweard J. Muybridge, quinetoscopio de Thomas Edison, la cronofotagrafia de Étienne Jules Marey o el taumatropo de John Ayrton Paris; pero también se relaciona con el estroboscopio de Simon von Stampfer, el zootropo de William George Horner, el fenaquistoscopio de Joseph-Antoine Ferdinand Plateau o el praxinoscopio de Émile Reynaud. La diversidad de elementos con un funcionamiento similar y de carácter de tragaperras en la época del precine fue muy común y de talla mundial.